# Loddin
Loddin település Németországban, Mecklenburg-Elő-Pomeránia tartományban. Lakosainak száma 926 fő (2023. december 31.).

## Népesség
A település népességének változása:
| Lakosok száma | 957  | 967  | 967  | 972  | 960  | 926  |
|               | 2017 | 2018 | 2019 | 2021 | 2022 | 2023 |